# Nikolai Kondratiev
Nikolai Dimitrievich Kondratiev,  em russo Николай Дмитриевич Кондратьев (Goloejevskaja, 4 de março de 1892 - Suzdal, 17 de Setembro de 1938) foi um economista russo. Um dos teóricos da NEP, é mais conhecido por ter sido o primeiro a tentar provar estatisticamente o fenômeno das “ondas longas”, movimentos cíclicos (ciclo econômico) de aproximadamente 50 anos de duração, conhecidos posteriormente na Economia, como ciclos de Kondratiev.

## Biografia
Nascido em uma família camponesa, na província de Kostroma, norte de Moscou. Estudou na Universidade de São Petersburgo sob a tutoria de Mikhail Tugan-Baranovski. Membro do Partido Social-Revolucionário (SR). Seus primeiros trabalhos como professor foi sobre oferta de produtos agrícolas. Participa do Governo Kerenski no ministério do abastecimento.
Depois da revolução de Outubro mergulha nas atividades acadêmicas. Em 1920 participa da fundação do Instituto de Conjuntura, em Moscou, especializado em pesquisa estatísticas. Em 1923, participa dos debates públicos em torno à Crise das Tesouras. Em 1924 publica seu primeiro livro, onde apresenta sua teoria sobre ondas longas. Ao longo da década de 1920 viajou para outros países divulgando suas ideias.
Durante a NEP, apoia a política oficial do governo soviético de incentivo de produção primária de produtos agrícolas e bens de consumo sobre a indústria pesada, dando-lhe sustentação teórica.
Contudo, com o giro político do grupo de Stálin, em 1928, que passa a apoiar a industrialização acelerada e coletivização forçada, Kondratiev caí em desgraça. Nesse mesmo ano, é afastado da direção do Instituto de Conjuntura. Por fim, em 1930 é processado, preso e condenado no chamado Processo dos Mencheviques (considerado o primeiro dos Processos de Moscou) pela suposta formação de um partido pró-kulak. Durante, a década de 1930, com a consolidação do regime stalinista no partido comunista e no governo soviético, será fuzilado no cárcere em 1938.

## Ociclo de Kondratievou ondas longas
Um ciclo de Kondratiev tem um período de duração determinada (de 40 a 60 anos), que corresponde aproximadamente ao retorno de um mesmo fenômeno. Apresenta duas fases distintas: uma fase ascendente (fase A) e uma fase descendente (fase B). Essas flutuações de longo prazo seriam características da economia capitalista.

A primeira referência do economista russo Nikolai Kondratiev aos ciclos prolongados ocorreu em seu livro de 1922 "A economia mundial e sua conjuntura durante e depois da guerra". Em sua maior parte, o livro tratava de uma análise empírica dos eventos desde 1914, mais que questões explicitamente teóricas. O conceito de ciclos prolongados foi introduzido nos últimos capítulos, e só na forma de uma generalização histórica mais bem tentada. Para ele a natureza particularmente aguda da crise do pós-guerra se explica assim mediante ao fato de que marcava um ponto de viragem no ciclo prolongado e o começo de sua fase descendente.
Em 1926, Kondratiev apresentou, na sua obra "As ondas longas da conjuntura", a hipótese da existência de ciclos longos, com base na análise de séries cronológicas de preços no atacado, de 1790 a 1920, dos Estados Unidos, da França e do Reino Unido.
Partindo de curvas empíricas, Kondratiev construiu curvas teóricas que, a seu ver, mostravam tendências seculares. Considerou ter encontrado dois ciclos longos e meio entre 1780 e 1920, anunciando que, quando escrevia, iniciava-se a fase descendente do terceiro ciclo. Propôs, em seguida, uma interpretação dessas curvas: "A base dos ciclos longos é o desgaste, a reposição e o incremento do fundo de bens de capital básicos, cuja produção exige investimentos enormes. (…) A reposição e o incremento desse fundo não é um processo contínuo. Realiza-se por saltos". Revela-se aí, uma possível explicação sua para origem desses ciclos econômicos.

## As críticas dos contemporâneos de Kondratiev
Ao longo da década de 1920 o trabalho de Kondratiev foi duramente criticado na União Soviética, pois a existência desses ciclos, com suas inflexões, enfraquecia a ideia de que o capitalismo rumava para uma grande crise, que seria a ante-sala do socialismo, como defendia a linha oficial do Partido Comunista encabeçada pelo economista oficialista Evgueni Varga.
Sofreu críticas também de León Trotsky e dos economistas da Oposição de Esquerda do Partido Comunista, como Preobrajenski, que o criticavam além dos temas que envolviam os rumos da NEP a validade das ondas longas.
Kondratiev sempre ressaltava as dificuldades inerentes à comprovação dos ciclos longos. Destaca-se que, um dos seus maiores críticos, Oparin, reviu todos os procedimentos e refez os cálculos, apontando inconsistências em muitas opções metodológicas de Kondratiev.

## Fama de Kondratiev no Ocidente
O maior divulgador de Kondratiev e das ondas longas foi Joseph Schumpeter (Ciclos de Negócios). O próprio trata os ciclos de na maneira similar a Kondratiev, a partir da quebra do equilíbrio econômico, acrescentando apenas ser essa proporcionada pelo aparecimento da inovação, trazida pelo empreendedor capitalista. Os maiores divulgadores contemporâneos dos ciclos de Kondratiev são os neoschumpeterianos, especialmente os economistas Christopher Freeman e Carlota Perez.
Mais recentemente, autores neomarxistas, ligados a chamada Teoria do Sistema Mundo (Giovanni Arrighi, André Gunder Frank, Wallerstein e Theotonio dos Santos) e, em menor medidas nos da Escola da Regulação (ou teoria da regulação sistêmica), que têm sido também grandes divulgadores. Esses autores tratam os ciclos de Kondratiev combinando com a ideia de desenvolvimento do sistema mundial capitalista.
Um grande divulgador da teoria de ondas longas foi o economista e líder trotskista Ernest Mandel (Capitalismo Tardio), que defendia ser a teoria de Kondratiev compatível e complementar a visão de Trotsky sobre desenvolvimento e dinâmica de longo prazo do capitalismo, a ideia de curva de desenvolvimento capitalista. Outros autores, mais recentemente, a partir de Mandel, pretendem preencher as lacunas da teoria de ondas longas com uso de elementos teóricos não marxistas, especialmente o emprego de aportes encontrados em autores neoschumpeterianos. Contudo, há uma incompatibilidade entre as teorias de Trotsky e Kondratiev, apontadas por outros, como o economista canadense Richard B. Day.
No Brasil, além de Theotonio dos Santos, outro grande divulgador de Kondratiev, foi também o economista marxista Ignácio Rangel. Na década de 1950, sem conhecer o trabalho do russo, Rangel propôs uma reinterpretação da história do Brasil a partir do conceito de "dualidade básica", que tentava relacionar a dinâmica interna brasileira e as relações que o país mantém com as economias centrais. Décadas depois identificou que essa sucessão coincidia com as inflexões dos ciclos de Kondratiev, o que o levou a imaginar que a sociedade brasileira modifica as suas dualidades em reação a esses grandes movimentos da economia mundial, proporcionados pelas "ondas longas".